# Európa-rekordok listája úszásban
Az Európa-rekordok listája úszásban az Európai Úszószövetség tagországainak versenyzői által, úszásban, az 50 méteres és a 25 méteres medencében elért eddigi legjobb eredményeket tartalmazza.

## Versenyszámok
A következő versenyszámokban tartanak nyilván Európa-rekordokat:
- Gyorsúszás: 50 m, 100 m, 200 m, 400 m, 800 m, 1500 m-es gyorsúszás
- Hátúszás: 50 m, 100 m, 200 m-es gyorsúszás
- Mellúszás: 50 m, 100 m, 200 m-es gyorsúszás
- Pillangóúszás: 50 m, 100 m, 200 m-es gyorsúszás
- Vegyesúszás: 100 m (csak rövid pálya), 200 m, 400 m-es gyorsúszás
- Váltók: 4×50 m-es gyorsúszás (csak rövid pálya), 4×100 m-es gyorsúszás, 4×200 m-es gyorsúszás, 4×50 m-es vegyesúszás (csak rövid pálya), 4×100 m-es vegyesúszás

## 50 m-es pálya

### Férfi
| Versenyszám            | Idő      | Név | Nemzet         | Dátum               | Helyszín, esemény              |
| ---------------------- | -------- | --- | -------------- | ------------------- | ------------------------------ |
| 50 m-es gyorsúszás     | 20,94    | Frédérick Bousquet                                                                                            | Franciaország  | 2009. április 26.   | Montpellier, Francia bajnokság |
| 100 m-es gyorsúszás    | 46,86    | David Popovici                                                                                                | Románia        | 2022. augusztus 13. | Róma, Európa-bajnokság         |
| 200 m-es gyorsúszás    | 1:42,00  | Paul Biedermann                                                                                               | Németország    | 2009. július 28.    | Róma, világbajnokság           |
| 400 m-es gyorsúszás    | 3:40,07  | Paul Biedermann                                                                                               | Németország    | 2009. július 26.    | Róma, világbajnokság           |
| 800 m-es gyorsúszás    | 7:39,19  | Daniel Wiffen                                                                                                 | Írország       | 2023. július 26.    | Fukuoka, világbajnokság        |
| 1500 m-es gyorsúszás   | 14:32,80 | Gregorio Paltrinieri                                                                                          | Olaszország    | 2022. június 25.    | Budapest, világbajnokság       |
| 50 m-es hátúszás       | 23,55    | Kliment Kolesznyikov                                                                                          | Oroszország    | 2023. július 27.    | Kazany, orosz kupa             |
| 100 m-es hátúszás      | 51,60    | Thomas Ceccon                                                                                                 | Olaszország    | 2022. június 20.    | Budapest, világbajnokság       |
| 200 m-es hátúszás      | 1:53,23  | Jevgenyij Rilov                                                                                               | Oroszország    | 2021. aprilis 8.    | Kazany, orosz Bajnokság        |
| 50 m-es mellúszás      | 25,95    | Adam Peaty | Nagy-Britannia | 2017. július 25.    | Budapest, világbajnokság       |
| 100 m-es mellúszás     | 56,88    | Adam Peaty | Nagy-Britannia | 2019. július 21.    | Kvangdzsu, világbajnokság      |
| 200 m-es mellúszás     | 2:06,12  | Anton Csupkov                                                                                                 | Oroszország    | 2019. július 26.    | Kvangdzsu, világbajnokság      |
| 50 m-es pillangóúszás  | 22,27    | Andrij Hovorov                                                                                                | Ukrajna        | 2018. július 1.     | Róma, Sette Colli Trophy       |
| 100 m-es pillangóúszás | 49,68    | Milák Kristóf                                                                                                 | Magyarország   | 2021. július 31.    | Tokió, olimpiai játékok        |
| 200 m-es pillangóúszás | 1:50,34  | Milák Kristóf                                                                                                 | Magyarország   | 2022. június 21.    | Budapest, világbajnokság       |
| 200 m-es vegyesúszás   | 1:54,82  | Léon Marchand                                                                                                 | Franciaország  | 2023. július 27.    | Fukuoka, világbajnokság        |
| 400 m-es vegyesúszás   | 4:02,50  | Léon Marchand                                                                                                 | Franciaország  | 2023. július 23.    | Fukuoka, világbajnokság        |
| 4 × 100 m gyorsváltó   | 3:08,32  | - Amaury Leveaux (47,91) - Fabien Gilot (47,05) - Frédérick Bousquet (46,63) - Alain Bernard (46,73)          | Franciaország  | 2008. augusztus 11. | Peking, olimpiai játékok       |
| 4 × 200 m gyorsváltó   | 6:58,58  | - Tom Dean (1:45,72) - James Guy (1:44,40) - Matthew Richards (1:45,01) - Duncan Scott (1:43,45)              | Nagy-Britannia | 2021. július 28.    | Tokió, olimpiai játékok        |
| 4 × 100 m vegyes váltó | =3:27,51 | - Thomas Ceccon (51,93) - Nicolò Martinenghi (57,47) - Federico Burdisso (50,63) - Alessandro Miressi (47,48) | Olaszország    | 2021. augusztus 1.  | Budapest, világbajnokság       |
| 4 × 100 m vegyes váltó | =3:27,51 | - Luke Greenbank (53,63) - Adam Peaty (56,53) - James Guy (50,27) - Duncan Scott (47,08)                      | Nagy-Britannia | 2021. augusztus 1.  | Tokió, olimpiai játékok        |

### Női
| Versenyszám            | Idő      | Név | Nemzet         | Dátum               | Helyszín, esemény                    |
| ---------------------- | -------- | --- | -------------- | ------------------- | ------------------------------------ |
| 50 m-es gyorsúszás     | 23,61    | Sarah Sjöström | Svédország     | 2023. július 29.    | Fukuoka, világbajnokság              |
| 100 m-es gyorsúszás    | 51,71    | Sarah Sjöström | Svédország     | 2017. július 23.    | Budapest, világbajnokság             |
| 200 m-es gyorsúszás    | 1:52,98  | Federica Pellegrini                                                                                                  | Olaszország    | 2009. július 29.    | Róma, világbajnokság                 |
| 400 m-es gyorsúszás    | 3:59,15  | Federica Pellegrini                                                                                                  | Olaszország    | 2009. július 26.    | Róma, világbajnokság                 |
| 800 m-es gyorsúszás    | 8:14,10  | Rebecca Adlington | Nagy-Britannia | 2008. augusztus 16. | Peking, olimpiai játékok             |
| 1500 m-es gyorsúszás   | 15:38,88 | Lotte Friis | Dánia          | 2013. július 30.    | Barcelona, világbajnokság            |
| 50 m-es hátúszás       | 27,10    | Kira Tousaint | Hollandia      | 2021. aprilis 10.   | Eindhoven, holland olimpiai válogató |
| 100 m-es hátúszás      | 58,08    | Kathleen Dawson | Nagy-Britannia | 2021. május 23.     | Budapest, Európa-bajnokság           |
| 200 m-es hátúszás      | 2:04,94  | Anastasia Zuyeva | Oroszország    | 2009. augusztus 1.  | Róma, világbajnokság                 |
| 50 m-es mellúszás      | 29,16    | Rūta Meilutytė | Litvánia       | 2023. július 30.    | Fukuoka, világbajnokság              |
| 100 m-es mellúszás     | 1:04,35  | Rūta Meilutytė | Litvánia       | 2013. július 29.    | Barcelona, világbajnokság            |
| 200 m-es mellúszás     | 2:17,55  | Jevgenyija Csikunova                                                                                                 | Oroszország    | 2023. április 21.   | Kazany, orosz bajnokság              |
| 50 m-es pillangóúszás  | 24,43    | Sarah Sjöström | Svédország     | 2014. július 5.     | Borås, svéd bajnokság                |
| 100 m-es pillangóúszás | 55,48    | Sarah Sjöström | Svédország     | 2016. augusztus 7.  | Rio de Janeiro, olimpiai játékok     |
| 200 m-es pillangóúszás | 2:04,27  | Hosszú Katinka | Magyarország   | 2009. július 29.    | Róma, világbajnokság                 |
| 200 m-es vegyesúszás   | 2:06,12  | Hosszú Katinka | Magyarország   | 2015. augusztus 3.  | Kazany, világbajnokság               |
| 400 m-es vegyesúszás   | 4:26,36  | Hosszú Katinka | Magyarország   | 2016. augusztus 6.  | Rio de Janeiro, olimpiai játékok     |
| 4 × 100 m gyorsváltó   | 3:31,72  | - Inge Dekker (53,61) - Ranomi Kromowidjojo (52,30) - Femke Heemskerk (53,03) - Marleen Veldhuis (52,78)             | Hollandia      | 2009. július 26.    | Róma, világbajnokság                 |
| 4 × 200 m gyorsváltó   | 7:45,51  | - Joanne Jackson (1:55,98) - Jazmin Carlin (1:56,78) - Caitlin McClatchey (1:56,42) - Rebecca Adlington (1:56,33)    | Nagy-Britannia | 2009. július 30.    | Róma, világbajnokság                 |
| 4 × 100 m vegyes váltó | 3:53,38  | - Anasztaszija Feszikova (58,96) - Julija Jefimova (1:04,03) - Szvetlana Csimrova (56,99) - Veronyika Popova (53,40) | Oroszország    | 2017. július 30.    | Budapest, világbajnokság             |

### Vegyes
| Versenyszám               | Idő     | Név                                                                                              | Nemzet         | Dátum            | Helyszín, esemény       |
| ------------------------- | ------- | ------------------------------------------------------------------------------------------------ | -------------- | ---------------- | ----------------------- |
| 4 × 100 m-es gyorsváltó   | 3:21,68 | - Matthew Richards (47,83) - Duncan Scott (47,46) - Anna Hopkin (53,30) - Freya Anderson (53,09) | Nagy-Britannia | 2023. július 29. | Fukuoka, világbajnokság |
| 4 × 100 m-es vegyes váltó | 3:37,58 | - Kathleen Dawson (58,80) - Adam Peaty (56,78) - James Guy (50,00) - Anna Hopkin (52,00)         | Nagy-Britannia | 2021. július 31. | Tokió, olimpiai játékok |

## 25 m-es pálya

### Férfi
| Versenyszám               | Idő      | Név | Nemzet           | Dátum               | Helyszín, esemény           |
| ------------------------- | -------- | --- | ---------------- | ------------------- | --------------------------- |
| 50 m-es gyorsúszás        | 20,26    | Florent Manaudou                                                                                                | Franciaország    | 2014. december 5.   | Doha, világbajnokság        |
| 100 m-es gyorsúszás       | 44,94    | Amaury Leveaux                                                                                                  | Franciaország    | 2008. december 13.  | Fiume, Európa-bajnokság     |
| 200 m-es gyorsúszás       | 1:39,37  | Paul Biedermann                                                                                                 | Németország      | 2009. november 15.  | Berlin, világkupa           |
| 400 m-es gyorsúszás       | 3:32,25  | Yannick Agnel                                                                                                   | Franciaország    | 2012. november 15.  | Angers, francia bajnokság   |
| 800 m-es gyorsúszás       | 7:20,46  | Daniel Wiffen                                                                                                   | Írország         | 2023. december 10.  | Otopeni, Európa-bajnokság   |
| 1500 m-es gyorsúszás      | 14:06,88 | Florian Wellbrock                                                                                               | Németország      | 2021. december 21.  | Abu-Dzabi, világbajnokság   |
| 50 m-es hátúszás          | 22,22    | Florent Manaudou                                                                                                | Franciaország    | 2014. december 6.   | Doha, világbajnokság        |
| 100 m-es hátúszás         | 48,95    | Sztanyiszlav Donyec                                                                                             | Oroszország      | 2010. december 19.  | Dubaj, világbajnokság       |
| 200 m-es hátúszás         | 1:46,11  | Arkady Vyatchanin                                                                                               | Oroszország      | 2009. november 15.  | Berlin, világkupa           |
| 50 m-es mellúszás         | 24,95    | Emre Sakçı | Törökország      | 2021. december 27.  | Gaziantep, török bajnokság  |
| 100 m-es mellúszás        | 55,28    | Ilya Shymanovich                                                                                                | Fehéroroszország | 2021. november 26.  | Eindhoven, úszóliga         |
| 200 m-es mellúszás        | 2:00,16  | Kirill Prigoda                                                                                                  | Oroszország      | 2018. december 13.  | Hangcsou, világbajnokság    |
| 50 m-es pillangóúszás     | 21,75    | Szabó Szebasztián                                                                                               | Magyarország     | 2021. november 7.   | Kazany, Európa-bajnokság    |
| 100 m-es pillangóúszás    | 48,48    | Jevgenyij Korotiskin                                                                                            | Oroszország      | 2009. november 15.  | Berlin, világkupa           |
| 200 m-es pillangóúszás    | 1:49,00  | Cseh László | Magyarország     | 2015. december 6.   | Netanya, Európa-bajnokság   |
| 100 m-es vegyesúszás      | 50,30    | Vlagyimir Morozov                                                                                               | Oroszország      | 2016. augusztus 30. | Berlin, világkupa           |
| 200 m-es vegyesúszás      | 1:51,36  | Cseh László | Magyarország     | 2015. december 4.   | Netanya, Európa-bajnokság   |
| 400 m-es vegyesúszás      | 3:57,27  | Cseh László | Magyarország     | 2009. december 11.  | Isztambul, Európa-bajnokság |
| 4 × 50 m-es gyorsváltó    | 1:20,77  | Alain Bernard (20,64) Fabien Gilot (20,33) Amaury Leveaux (19,93) Frédérick Bousquet (19,87)                    | Franciaország    | 2008. december 14.  | Fiume, Európa-bajnokság     |
| 4 × 100 m-es gyorsváltó   | 3:02,75  | - Alessandro Miressi (46,15) - Paolo Conte Bonin (45,93) - Leonardo Deplano (45,54) - Thomas Ceccon (45,13)     | Olaszország      | 2022. december 13.  | Melbourne, világbajnokság   |
| 4 × 200 m-es gyorsváltó   | 6:49,04  | Nyikita Lobincev (1:42,10) Danyila Izotov (1:42,15) Jevgenyij Lagunov (1:42,32) Alekszandr Szuhorukov (1:42,47) | Oroszország      | 2010. december 16.  | Dubaj, világbajnokság       |
| 4 × 50 m-es vegyes váltó  | 1:29,72  | - Lorenzo Mora (22,65) - Nicolò Martinenghi (24,95) - Matteo Rivolta (21,60) - Leonardo Deplano (20,52)         | Olaszország      | 2022. december 17.  | Melbourne, világbajnokság   |
| 4 × 100 m-es vegyes váltó | 3:19,16  | Sztanyiszlav Donyec (49,63) Sergey Geybel (56,43) Jevgenyij Korotiskin (48,35) Danyila Izotov (44,75)           | Oroszország      | 2009. december 20.  | Szentpétervár               |

### Női
| Versenyszám            | Idő      | Név | Nemzet        | Dátum               | Helyszín, esemény             |
| ---------------------- | -------- | --- | ------------- | ------------------- | ----------------------------- |
| 50 m-es gyorsúszás     | 22,93    | Ranomi Kromowidjojo                                                                                                   | Hollandia     | 2017. augusztus 7.  | Berlin, világkupa             |
| 100 m-es gyorsúszás    | 50,58    | Sarah Sjöström | Svédország    | 2017. augusztus 11. | Eindhoven, világkupa          |
| 200 m-es gyorsúszás    | 1:50,43  | Sarah Sjöström | Svédország    | 2017. augusztus 12. | Eindhoven, világkupa          |
| 400 m-es gyorsúszás    | 3:54,52  | Mireia Belmonte | Spanyolország | 2013. augusztus 11. | Berlin, világkupa             |
| 800 m-es gyorsúszás    | 7:59,34  | Mireia Belmonte | Spanyolország | 2013. augusztus 10. | Berlin, Világkupa             |
| 1500 m-es gyorsúszás   | 15:18,01 | Sarah Köhler | Németország   | 2019. november 16.  | Berlin, német bajnokság       |
| 50 m-es hátúszás       | =25,60   | Kira Toussaint | Hollandia     | 2020. november 14.  | Budapest, nemzetközi úszóliga |
| 50 m-es hátúszás       | =25,60   | Kira Toussaint | Hollandia     | 2020. december 18.  | Amszterdam                    |
| 50 m-es hátúszás       | =25,60   | Maria Kamenyeva | Oroszország   | 2022. november 24.  | Kazany, szolidaritási Játékok |
| 100 m-es hátúszás      | 55,03    | Hosszú Katinka | Magyarország  | 2014. december 5.   | Doha, világbajnokság          |
| 200 m-es hátúszás      | 1:59,23  | Hosszú Katinka | Magyarország  | 2014. december 3.   | Doha, világbajnokság          |
| 50 m-es mellúszás      | 28,37    | Rūta Meilutytė | Litvánia      | 2022. december 17.  | Melbourne, világbajnokság     |
| 100 m-es mellúszás     | 1:02,36  | Rūta Meilutytė | Litvánia      | 2013. október 12.   | Moszkva, világkupa            |
| 200 m-es mellúszás     | 2:14,70  | Jevgenyija Csikunova                                                                                                  | Oroszország   | 2022. november 25.  | Kazany, szolidaritás játékok  |
| 50 m-es pillangóúszás  | 24,38    | Therese Alshammar | Svédország    | 2009. november 22.  | Szingapúr, világkupa          |
| 100 m-es pillangóúszás | 54,61    | Sarah Sjöström | Svédország    | 2014. december 7.   | Doha, világbajnokság          |
| 200 m-es pillangóúszás | 1:59,61  | Mireia Belmonte | Spanyolország | 2014. december 3.   | Doha, világbajnokság          |
| 100 m-es vegyesúszás   | 56,51    | Hosszú Katinka | Magyarország  | 2017. augusztus 7.  | Berlin, világkupa             |
| 200 m-es vegyesúszás   | 2:01,86  | Hosszú Katinka | Magyarország  | 2014. december 6.   | Doha, világbajnokság          |
| 400 m-es vegyesúszás   | 4:18,94  | Mireia Belmonte | Spanyolország | 2017. augusztus 12. | Eindhoven, világkupa          |
| 4 × 50 m gyorsváltó    | 1:32,50  | - Ranomi Kromowidjojo (23,05) - Maaike de Waard (23,16) - Kim Busch (23,47) - Femke Heemskerk (22,82)                 | Hollandia     | 2020. december 12.  | Eindhoven, Wouda-kupa         |
| 4 × 100 m gyorsváltó   | 3:26,53  | - Inge Dekker (52,39) - Femke Heemskerk (50,58) - Maud van der Meer (52,55) - Ranomi Kromowidjojo (51,01)             | Hollandia     | 2014. december 5.   | Doha, 2014                    |
| 4 × 200 m gyorsváltó   | 7:32,85  | - Inge Dekker (1:54,73) - Femke Heemskerk (1:51,22) - Ranomi Kromowidjojo (1:54,17) - Sharon van Rouwendaal (1:52,73) | Hollandia     | 2014. december 3.   | Doha, világbajnokság          |
| 4 × 50 m vegyes váltó  | 1:42,38  | - Louise Hansson (25,91) - Sophie Hansson (29,07) - Sarah Sjöström (23,96) - Michelle Coleman (23,44)                 | Svédország    | 2021. december 21.  | Abu-Dzabi, 2021               |
| 4 × 100 m vegyes váltó | 3:46,20  | - Louise Hansson (56,25) - Sophie Hansson (1:03,70) - Sarah Sjöström (54,65) - Michelle Coleman (51,60)               | Svédország    | 2021. december 21.  | Abu-Dzabi, 2021               |

### Vegyes váltó
| Versenyszám              | Idő     | Név | Nemzet        | Dátum              | Helyszín, esemény         |
| ------------------------ | ------- | --- | ------------- | ------------------ | ------------------------- |
| 4 × 50 m-es gyorsváltó   | 1:27,33 | - Maxime Grousset (20,92) - Florent Manaudou (20,26) - Béryl Gastaldello (23,00) - Mélanie Henique (23,15)    | Franciaország | 2022. december 16. | Melbourne, világbajnokság |
| 4 × 50 m-es vegyes váltó | 1:36,01 | - Lorenzo Mora (22,59) - Nicolò Martinenghi (24,83) - Silvia Di Pietro (24,52) - Costanza Cocconcelli (24,07) | Olaszország   | 2022. december 14. | Melbourne, világbajnokság |